# Steve Hooker
Steve Hooker OAM, eigentlich Steven Leslie Hooker; (* 16. Juli 1982 in Melbourne) ist ein ehemaliger australischer Stabhochspringer.
Seinen ersten großen internationalen Erfolg hatte Steve Hooker bei den Juniorenweltmeisterschaften 2000, wo er Vierter im Stabhochsprung wurde. Bei den Olympischen Spielen 2004 und bei den Weltmeisterschaften 2005 kam er beide Male nicht über die Qualifikation hinaus.
Seinen ersten Titel gewann er bei den Commonwealth Games 2006 mit übersprungenen 5,80 m. Bei den Weltmeisterschaften 2007 belegte Hooker mit 5,76 m den neunten Platz. 2008 trat Hooker während der australischen Freiluftsaison in Europa zu Hallenwettbewerben an. Bei den Hallenweltmeisterschaften 2008 in Valencia gewann er mit 5,80 m die Bronzemedaille. Sein größter Erfolg war der Sieg bei den Olympischen Spielen im selben Jahr mit 5,96 m, was bis zu den Spielen in London 2012, bei denen Renaud Lavillenie 5,97 m überquerte, olympischen Rekord bedeutete. Er selbst ging in London leer aus. Im Finale sprang Hooker keinen gültigen Versuch.
Seine Position als in seiner Glanzzeit weltbester Stabhochspringer stellte der Australier bei den Weltmeisterschaften 2009 unter Beweis, als er sich mit übersprungenen 5,90 m den Weltmeistertitel sicherte. Dabei trat er wegen einer Verletzung der Adduktoren im Finale überhaupt nur zweimal zum Sprung an.
Seine persönliche Bestleistung erzielte Steve Hooker bei einem Leichtathletik-Meeting in Boston mit 6,06 m im Februar 2009. Damit lag er damals in der ewigen Weltbestenliste an zweiter Stelle hinter Serhij Bubka.  
Hookers Bestleistung über 100 Meter beträgt 10,82 s, er lief sie in Perth 2010.
Steve Hooker ist 1,88 m groß und hatte ein Wettkampfgewicht von 85 kg. Sein Vater Bill Hooker war als Mittelstreckenläufer, seine Mutter Erica Hooker als Weitspringerin erfolgreich.
Für seine Verdienste um den Sport als Goldmedaillengewinner bei den Olympischen Spielen 2008 in Peking wurde er 2009 mit der Medaille des Order of Australia ausgezeichnet. 2017 wurde er in die Sport Australia Hall of Fame aufgenommen.